# Luca Roman
Luca Roman (Roma, 10 dicembre 1985) è un cavaliere italiano.
Nel 2016 ha partecipato ai Giochi olimpici di Rio de Janeiro nel concorso completo, concludendo la gara in quarantesima posizione.
Nella competizione a squadre, con Pietro Roman, Arianna Schivo e Stefano Brecciaroli terminò la gara in nona posizione.